# ジョン・バティステ: アメリカン・シンフォニー
『ジョン・バティステ: アメリカン・シンフォニー』（American Symphony）は、マシュー・ハイネマン監督・製作・撮影・編集による2023年のアメリカ合衆国の伝記ドキュメンタリー映画である。ミュージシャンのジョン・バティステの1年間、彼の音楽キャリア、そして白血病と戦う彼の妻が記録されている。
ワールド・プレミアは2023年8月31日に第50回テルライド映画祭で行われた。2023年11月29日よりNetflixで配信された。

## 内容
この映画ではミュージシャンのジョン・バティステの1年間が探られ、彼の音楽界でのキャリア（第64回グラミー賞での11部門ノミネートを含む）と彼の妻のスレイカ・ジャワドの白血病との闘いが記録されている。

## 公開
ワールド・プレミアは2023年8月31日に第50回テルライド映画祭で行われた。その直後にNetflixとハイヤー・グラウンド・プロダクションズがこの映画の配給権を獲得した。2023年11月29日に配信された。

## 評価
Rotten Tomatoesでは40件の批評に基づいて支持率は93%、平均点は7.2/10となり、「通常のミュージシャンのドキュメンタリーを超えた『ジョン・バティステ: アメリカン・シンフォニー』は、舞台裏へのアクセスを駆使して勇気と創造性の肖像を提示している」とまとめられた。Metacriticでは11件の批評に基づいて加重平均値は76/100と示された。

### 受賞とノミネート
| 賞                                                 | 開催日         | 部門                               | 候補                                                                             | 結果       | 参照   |
| -------------------------------------------------- | -------------- | ---------------------------------- | -------------------------------------------------------------------------------- | ---------- | ------ |
| フィラデルフィア映画祭                             | 2023年10月29日 | 観客賞 (ドキュメンタリー作品)      | 『ジョン・バティステ: アメリカン・シンフォニー』                                 | 受賞       | [ 6 ]  |
| ウッドストック映画祭                               | 2023年9月30日  | 観客賞 (ドキュメンタリー作品)      | 『ジョン・バティステ: アメリカン・シンフォニー』                                 | 受賞       | [ 7 ]  |
| バージニア映画祭                                   | 2023年10月29日 | 観客賞 (ドキュメンタリー作品)      | 『ジョン・バティステ: アメリカン・シンフォニー』                                 | 受賞       | [ 8 ]  |
| バージニア映画祭                                   | 2023年10月29日 | 監督賞                             | マシュー・ハイネマン                                                             | 受賞       | [ 8 ]  |
| ミドルバーグ映画祭                                 | 2023年10月22日 | ドキュメンタリー・スポットライト賞 | マシュー・ハイネマン                                                             | 受賞       | [ 9 ]  |
| モントクレア映画祭                                 | 2023年10月30日 | 観客賞 (ドキュメンタリー作品)      | 『ジョン・バティステ: アメリカン・シンフォニー』                                 | 受賞       | [ 10 ] |
| モントクレア映画祭                                 | 2023年10月30日 | ドキュメンタリー映画製作者賞       | マシュー・ハイネマン                                                             | 受賞       | [ 10 ] |
| クリティクス・チョイス・ドキュメンタリー・アワード | 2023年11月12日 | ドキュメンタリー作品賞             | 『ジョン・バティステ: アメリカン・シンフォニー』                                 | ノミネート | [ 11 ] |
| クリティクス・チョイス・ドキュメンタリー・アワード | 2023年11月12日 | 監督賞                             | マシュー・ハイネマン                                                             | ノミネート | [ 11 ] |
| クリティクス・チョイス・ドキュメンタリー・アワード | 2023年11月12日 | 音楽ドキュメンタリー賞             | 『ジョン・バティステ: アメリカン・シンフォニー』                                 | 受賞       | [ 11 ] |
| クリティクス・チョイス・ドキュメンタリー・アワード | 2023年11月12日 | 音楽賞                             | ジョン・バティステ                                                               | 受賞       | [ 11 ] |
| クリティクス・チョイス・ドキュメンタリー・アワード | 2023年11月12日 | 撮影賞                             | トニー・ハードマン、マシュー・ハイネマン、トーステン・ティーロー                 | ノミネート | [ 11 ] |
| クリティクス・チョイス・ドキュメンタリー・アワード | 2023年11月12日 | 編集賞                             | サミー・デーン、マシュー・ハイネマン、ジム・ヘッション、フェルナンド・ヴィレガス | ノミネート | [ 11 ] |
| シネマ・アイ・オナーズ                             | 2024年1月12日  | 作品賞                             | マシュー・ハイネマン、ローレン・ドミノ、ジョーダン・オクン                       | 未決定     | [ 12 ] |
| シネマ・アイ・オナーズ                             | 2024年1月12日  | 作曲賞                             | ジョン・バティステ                                                               | 未決定     | [ 12 ] |
| シネマ・アイ・オナーズ                             | 2024年1月12日  | 観客賞                             | 『ジョン・バティステ: アメリカン・シンフォニー』                                 | 未決定     | [ 12 ] |
| シネマ・アイ・オナーズ                             | 2024年1月12日  | アンフォアゲッタブル賞             | 『ジョン・バティステ: アメリカン・シンフォニー』                                 | 受賞       | [ 12 ] |